# Mokrany (gmina)
Mokrany – dawna gmina wiejska istniejąca do 1928 roku w woj. poleskim (obecnie na Białorusi). Siedzibą gminy były Mokrany.
W okresie międzywojennym gmina Mokrany należała do powiatu kobryńskiego w woj. poleskim. 12 kwietnia 1928 roku jednostka została zniesiona, a jej obszar włączono do gmin Wielkoryta i Małoryta w powiecie brzeskim.